# Impalas
Die Impalas (Aepyceros) sind eine Gattung afrikanischer Antilopen, die gleichzeitig die monotypische Tribus der Aepycerotini bilden. Die Gattung umfasst mit der Schwarzfersenantilope und der Schwarznasenimpala zwei Arten. Diese kommen im östlichen und südlichen Afrika vor, wo sie offene, mit Busch- und Baumbestand durchsetzte Landschaften bewohnen. Äußerlich ähneln die Impalas mittelgroßen Antilopen. Charakteristisch sind ihr schlanker Körperbau mit gerader Rückenlinie und langen Beinen sowie der langgestreckte Kopf. Als auffälligstes Merkmal kann die schwarze Fersenzeichnung herausgestellt werden. Hörner sind nur bei männlichen Individuen ausgebildet. Die Tiere leben in kleinen Herden bestehend aus den Mutter- und Jungtieren. Die Männchen bilden Junggesellengruppen, dominante Individuen zeigen während der Fortpflanzungsphase ein territoriales Verhalten. Die Hauptnahrung besteht aus harten Gräsern und weichen Pflanzenbestandteilen mit jahreszeitbedingten Variationen. In der Regel bringt ein Weibchen jeweils ein Junges zur Welt, das anfangs abseits der Herde versteckt wird. Ursprünglich wurden die Impalas als näher verwandt mit den Gazellen oder den Kuhantilopen betrachtet, genetische Untersuchungen erbrachten jedoch eine engere Bindung an die Böckchen. Die Gattung wurde im Jahr 1847 aufgestellt, um die damals bekannte Schwarzfersenantilope von anderen Gazellen und Antilopen abzusetzen. Aus stammesgeschichtlicher Sicht traten die Impalas erstmals im Oberen Miozän vor rund 6 Millionen Jahren in Erscheinung. Der Gesamtbestand wird heute als nicht gefährdet eingestuft, regional unterliegen die einzelnen Arten jedoch bestimmten Gefährdungen.

## Merkmale

### Habitus

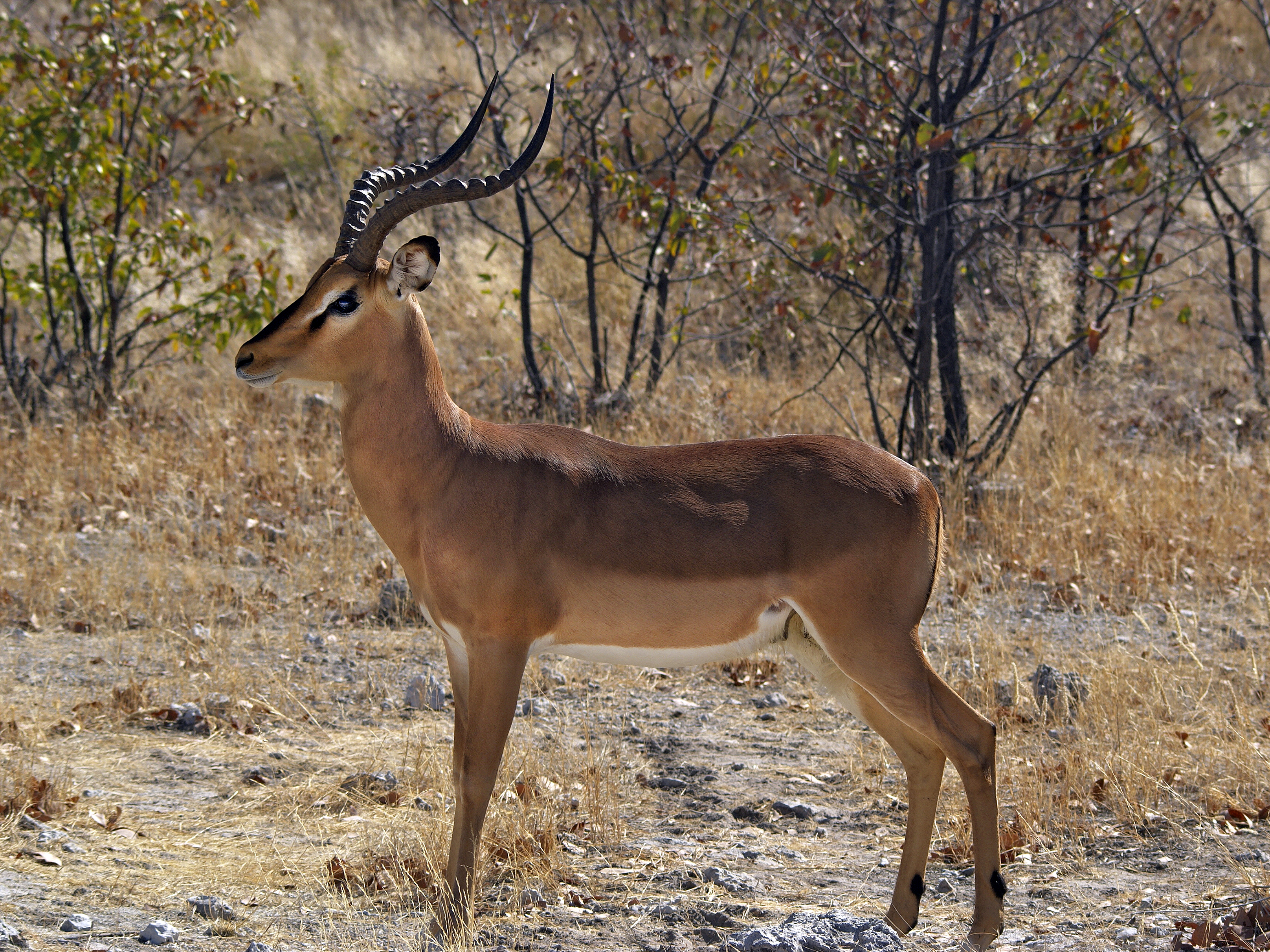
Männliche Schwarznasenimpala (Aepyceros petersi)

Impalas erreichen eine Kopf-Rumpf-Länge von 120 bis 150 cm, eine Schulterhöhe von 80 bis 90 cm und ein Gewicht von 23 bis 64 kg. Durch den deutlich ausgeprägten Geschlechtsdimorphismus sind Weibchen auffallend kleiner als Männchen. Außerdem ist die Schwarznasenimpala (Aepyceros petersi) durchschnittlich etwas größer als die Schwarzfersenantilope (Aepyceros melampus). Die Tiere sind oben rehbraun gefärbt, die Flanken haben dabei eine etwas hellere Farbe. Der Unterbauch, die Brust, die Kehle, das Kinn und die Beininnenseiten heben sich weißlich hervor. Den Steiß ziert beidseitig ein senkrechter schwarzer Streifen. An den Fersen tritt ebenfalls ein dunkles Haarbüschel auf, das eine Drüse, die Metatarsaldrüse, bedeckt. Diese Drüse ist eine einmalige Bildung unter den Hornträgern. Der Kopf ist im Gesichtsbereich lang gestreckt, die Augen sind groß und die Ohren schmal und spitz. Bei der Schwarznasenimpala ist ein namensgebender dunkler Streifen auf der Stirn ausgebildet, der von der Nase bis zwischen die Augen verläuft. Dieser erscheint bei der Schwarzfersenantilope deutlich diffuser. Die Männchen haben leierartige Hörner, die bis zu 90 cm lang werden können und nach hinten, seitwärts und oben ausschwingen. Sie sind kreisförmig im Querschnitt mit Umfängen von 12,6 bis 15 cm an der Basis und 9,8 bis 12,3 cm im zweiten Drittel. Außerdem ist bei männlichen Tieren die Haut am Nacken verdickt.

### Skelettmerkmale

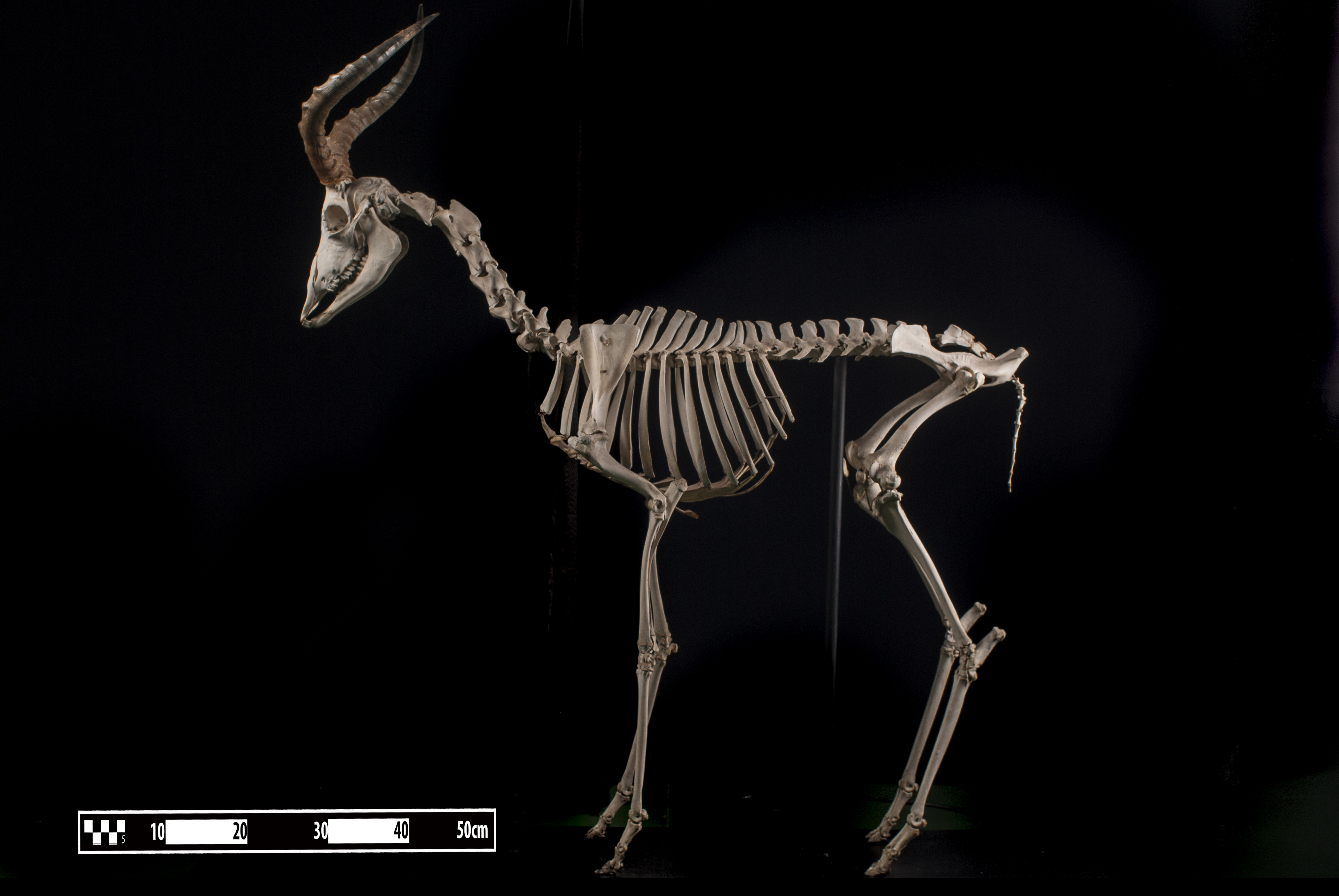
Skelett einer Impala

Der Schädel wird zwischen 25,5 und 28,6 cm lang und am Jochbogen zwischen 9,2 und 11,2 cm breit. Ein markantes Kennzeichen findet sich in dem Auftreten einer Lücke zwischen dem Mittelkieferknochen und dem Oberkiefer, ein Merkmal, das die Impalas mit den Böckchen (Nesotragus) teilen. Die Lücke entstand wohl durch die Streckung des Gesichtsschädels. Des Weiteren fehlt die Voraugengrube (Fossa praeorbitalis). Am Stirnbein sind große Hohlkammern ausgebildet. Die Höhlräume ziehen sich bis zur Basis der Hörner. Das Gebiss umfasst 32 Zähne mit folgender Zahnformel: {\displaystyle {\frac {0.0.3.3}{3.1.3.3}}}. Die jeweils äußeren beiden unteren Schneidezähne und der Eckzahn besitzen eine jeweils nadel- bis stiftartig Form und bilden einen Zahnkamm. Die Backenzähne zeichnen sich durch ihren generell hochkronigen (hypsodonten) Bau aus.
Die Gliedmaßen sind lang und schlank, vor allem die Metapodien haben eine gestreckte Form. Die körperfernen Finger- und Zehenglieder zeigen sich dagegen schmal und kurz. Die Hintergliedmaßen übertreffen die Vordergliedmaßen in allen Maßen. Wie bei den Paarhufern üblich setzen sich der Vorder- und Hinterfuß aus je zwei Strahlen zusammen (Strahl III und IV), die jeweils seitlich angrenzenden Strahlen (II und V) sind aber rudimentär noch auf der Unterseite ausgebildet. Die beiden Strahlen weisen je drei Zehenglieder und drei Sesambeine auf, die jeweils letzte Zehe ist charakteristisch triangulär geformt und trägt den Huf. Die Metapodien sind im Vergleich zu den anderen Beinelementen ausgesprochen lang. Der Mittelhandknochen nimmt 33,4, der Mittelfußknochen 29,4 % der jeweiligen Beinlänge ein. Dies ist vor allem für die Hinterbeine markant länger als bei den Riedböcken (Redunca) oder den Wasserböcken (Kobus), jedoch etwa kürzer als bei den Springböcken (Antidorcas). Dadurch kann der Gesamtbau des Fußes als Anpassung an die schnelle Fortbewegung in den Offenlandschaften gewertet werden, welche teilweise mit kraftvollen Sprüngen verbunden ist.

## Verbreitung

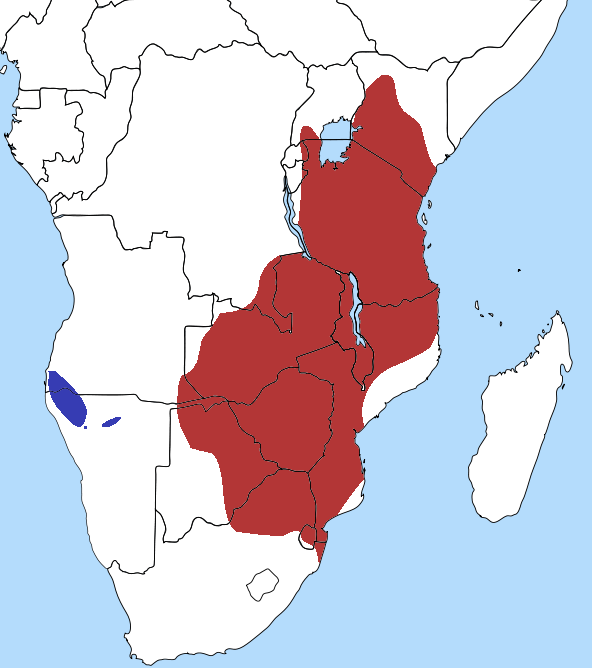
Verbreitungsgebiet der Impalas:
Schwarzfersenantilope (A. melampus)
Schwarznasenimpala (A. petersi)

Das Verbreitungsgebiet der Impalas umfasst das östliche, südöstliche und südwestliche Afrika. Die Schwarzfersenantilope kommt dabei von Kenia und Uganda über Tansania, Sambia, Mosambik und Simbabwe bis nach Botswana und ins nordöstliche Südafrika vor. Isoliert von diesem Gebiet lebt die Schwarznasenimpala im Grenzgebiet von Angola und Namibia. Diese Art ist besonders häufig im südlichen und östlichen Teil des Etosha-Nationalparks in Namibia anzutreffen, wo sie in den 1960er und 1970er Jahren an fünf ausgesuchten Stellen angesiedelt wurde und sich mittlerweile auf gut zwei Dutzend Wasserlöcher ausgebreitet hat. Die Tiere nutzen hauptsächlich offene Savannengebiete durchsetzt mit Busch- und Baumwerk. Häufig finden sie sich in Landschaften mit Akazien-, Mopane- und Tamboti-Beständen. Da Impalas abhängig von Trinkwasser sind, halten sie sich häufig in unmittelbarer Nähe zu Gewässern auf.

## Lebensweise

### Territorialverhalten

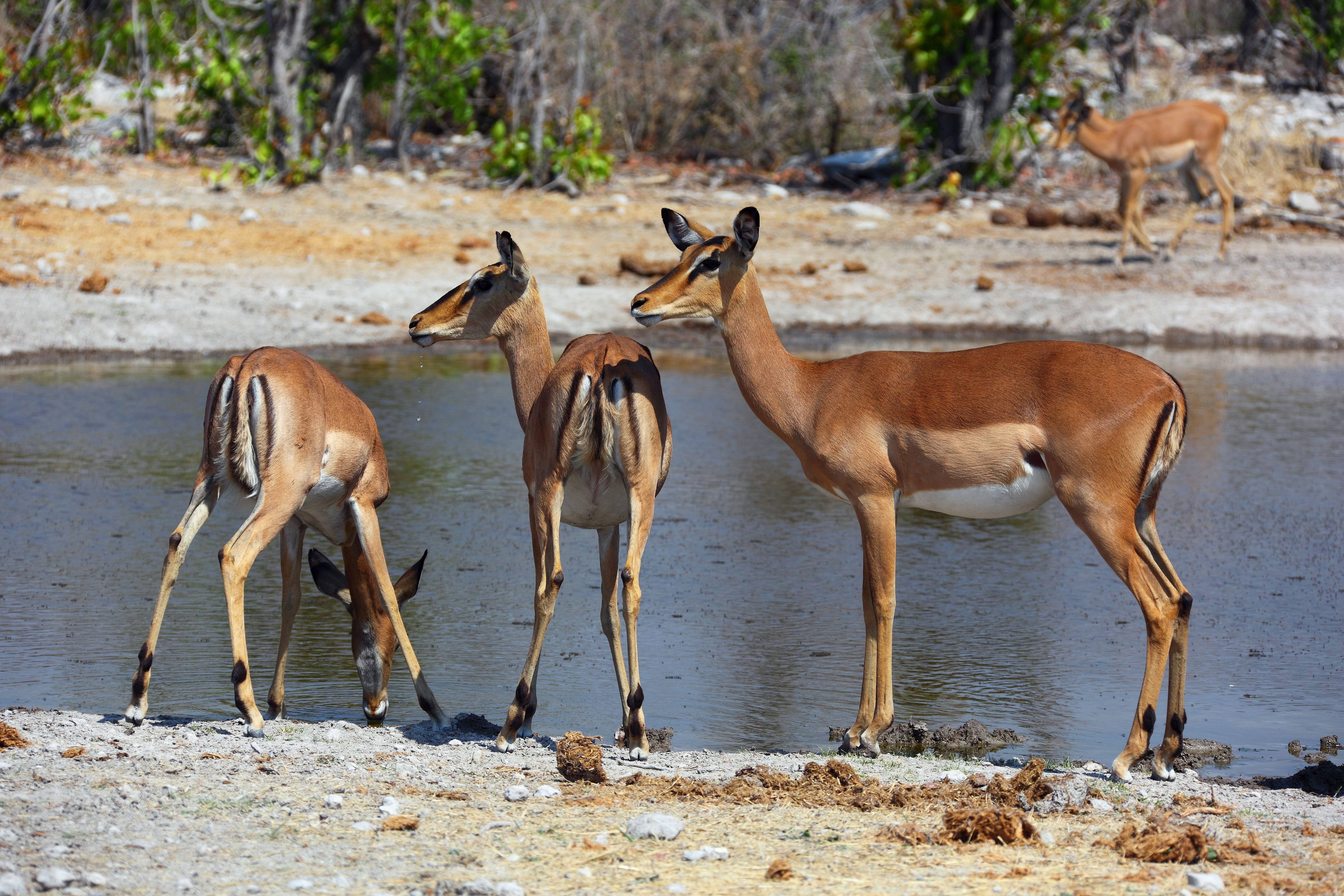
Weibliche Schwarznasenimpalas an einem Wasserloch im Etosha-Nationalpark

Impalas sind sowohl tag- als auch nachtaktiv. Sie bilden ein komplexes Sozialgefüge aus. Weibliche Impalas leben mit ihren Jungen in Herden von zehn bis teilweise über hundert Tieren. In der Regel umfassen die Gruppen aber meist nur rund ein Dutzend Individuen. Die Herden durchstreifen Aktionsräume, die je nach bewohnter Region unterschiedlich groß sein können. Bei der Schwarzfersenantilope erreichen sie im östlichen und südöstlichen Afrika eine Ausdehnung von 0,8 bis 3 km², für die Schwarznasenimpala liegen im trockeneren südwestlichen Afrika Angaben von bis zu 33 km² vor. Von diesen getrennt formieren sich junge und alte Männchen in Junggesellenverbänden, mitunter halten sich einzelne Individuen auch in den Herden auf. Dominante Männchen zeigen in der Fortpflanzungsphase ein territoriales Verhalten und begründen dann Reviere, die sich innerhalb der Aktionsräume der Herden befinden. Hierin beanspruchen sie jedes Weibchen für sich, das ihr Revier durchwandert. Die Territorien liegen vielfach in Gebieten mit qualitativ hochwertigen Nahrungsquellen, während die Schweifgebiete der Junggesellengruppen weniger ergiebige Nahrungsgründe einnehmen. Markierungen der Reviere erfolgen mittels Duftmarken durch Drüsen am Vorderkopf, der in der Vegetation gerieben wird. Eine Kennzeichnung mit Urin und Kot findet kaum statt, doch defäzieren die Tiere in ausgedehnten Latrinen, die unter Umständen auch von anderen Arten genutzt werden. Als weiteres territoriales Anzeichen ertönt ein lautes Röhren, das über große Entfernungen in den offenen Landschaften hörbar ist.

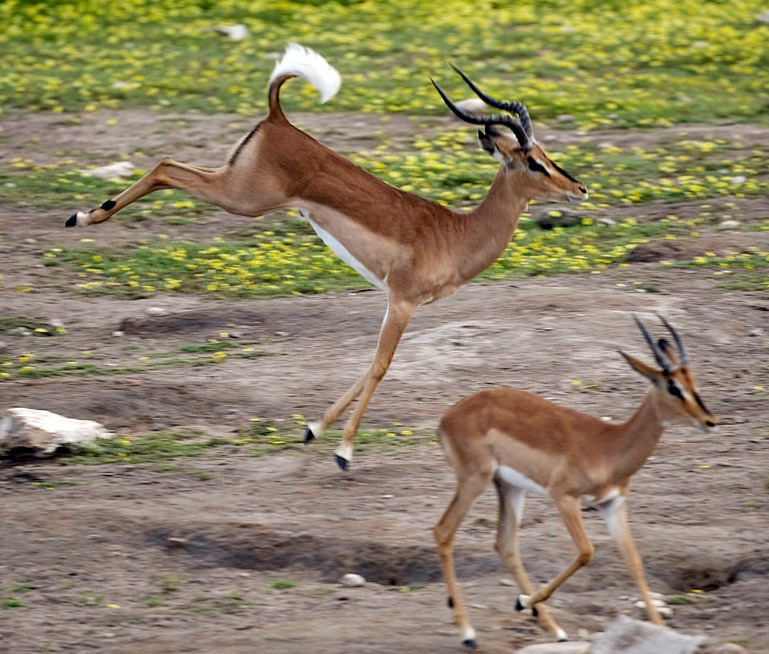
Prellsprung der Schwarznasenimpala

Den größten Teil ihrer aktiven Zeit verbringen Impalas mit der Nahrungsaufnahme, was etwa ein Drittel beansprucht. Andere Aktivitäten bestehen aus Wanderungen, Wiederkäuen und Ruhe. Für letzteres suchen die Herden häufig offene Grasgebiete auf. Eine Besonderheit stellt die gegenseitige Fellpflege dar (allo-grooming), die mit sich abwechselnden Bissen erfolgt und der Beseitigung von äußeren Parasiten wie Zecken oder Läuse dient. In die Fellpflege sind sowohl männliche als auch weibliche Individuen involviert. Bemerkenswert ist hierbei, dass dies auch unter nichtverwandten Männchen stattfindet, was bei Antilopen eher selten auftritt. Insgesamt beschäftigen sich Männchen damit aber weniger intensiv als Weibchen, was zu einer höheren Parasitenbelastung führt. Beim Herausknabbern der Parasiten kommt der untere Zahnkamm zum Einsatz.
Vor allem auf der Flucht vor Fressfeinden können Impalas hohe Geschwindigkeiten erreichen und bis zu 12 m weite Sprünge vollführen. Zu ihrer Verteidigungsstrategie gegenüber Beutegreifern zählen auch sogenannte Prellsprünge, bei denen die Tiere steifbeinig in die Luft springen. Im Unterschied zu anderen Antilopen mit ähnlichem Verhalten wie den Springböcken, schlagen Impalas in der Luft mit den Hinterbeinen aus, so dass innerhalb eines Sprungs die Vorderbeine mehrfach den Boden berühren, bevor die hinteren nachfolgen. Bedeutendste Jäger der Impalas sind Leoparden, Geparden, Afrikanische Wildhunde und Hyänen.

### Ernährung
Impalas ernähren sich sowohl von harter Pflanzenkost wie Gräser als auch von weicher wie Blätter, Zweige oder Blüten. Die jeweilige Zusammensetzung variiert über das Jahr. Gräser werden vor allem in der Regenzeit im frischen Zustand gefressen. In der Trockenzeit nimmt dann der Anteil an weicher vegetativer Kost zu. Neben den saisonal bedingten Unterschieden in der Nahrungsaufnahme gibt es auch Abweichungen zwischen den Geschlechtern, da männliche Tiere überwiegend mehr Gras fressen als weibliche. Die Tiere sind abhängig von Wasser und halten sich dadurch in der Regel in der Nähe von Gewässern auf.

### Fortpflanzung

Mutter- und Jungtiere der Schwarzfersenantilope in der Serengeti

Im eher durch tropisches Klima geprägten östlichen Afrika kann die Fortpflanzung der Impalas nahezu über das gesamte Jahr erfolgen. Dagegen ist sie im südlichen Afrika mit den dort auftretenden stärkeren jahreszeitlichen Einflüssen beschränkt. Sie erfolgt dann weitgehend in der Trockenzeit. Unter den gleichrangigen männlichen Tieren finden Dominanzkämpfe statt. Sie zeigen eine ritualisierte Abfolge beginnend mit einer Parade, bei der die Hörner und der verdickte Nacken präsentiert werden. Häufig wird dabei der Kopf weggedreht und die Zunge schnellt heraus. Eine hohe Kopfhaltung fordert den Rivalen heraus, eine niedrige demonstriert unterwürfiges Verhalten. Den Höhepunkt bildet ein Schiebewettkampf, bei dem sich die Hörner ineinander verkeilen. Dies findet bis zur Aufgabe eines Rivalen statt. Verletzungen treten nur selten auf, da der verdickte Nacken die Tiere schützt.
Die Tragzeit dauert zwischen 27 und 28 Wochen. In dieser Zeit entwickelt sich der Fötus beginnend mit rund 1,5 cm Länge in der 4. Woche hin zu knapp 50 cm Länge in der 28. Woche. Das Gewicht nimmt dabei von 0,4 g auf über 5 kg zu. Für die Geburt des Nachwuchses zieht sich das Muttertier von der Herde zurück. Das Neugeborene verbringt die Nächte anfangs versteckt im hohen Gras oder Buschwerk, tagsüber kehrt es mit dem Muttertier zur Herde zurück. Erst nach gut einer Woche bleibt es vollständig bei der Herde. Durch dieses Verhalten vermitteln die Impalas zwischen Antilopen, die ihren Nachwuchs vollständig verstecken und denen, die ihn direkt in die Herde integrieren. Innerhalb der Herde nimmt die Bindung zur Mutter allmählich ab und die Jungen bilden „Kindergartengruppen“. Die Entwöhnung findet nach 17 bis 25 Wochen statt. Weibliche Jungtiere verbleiben in der Regel in der Herde, männliche werden von den dominanten älteren Männchen vertrieben.

## Systematik
Die Impalas sind eine Gattung aus der Familie der Hornträger (Bovidae). Innerhalb der Hornträger gehören sie zur Unterfamilie der Antilopinae und zur eigenen Tribus der Aepycerotini. Deren nächste Verwandte bilden die Böckchen (Nesotragus). Als besondere Kennzeichen können die leierartigen, stark gerippten und nur bei männlichen Individuen ausgebildeten Hörner sowie das Fehlen von Duftdrüsen in Gesicht, Füßen und im Leistenbereich herausgestellt werden. Ansonsten gleichen die Tiere weitgehend den anderen Antilopen. Gemeinsam mit der Gattung Nesotragus stellen die Aepycerotini eine relativ alte Gruppe der Antilopinae dar. Sie trennten sich gemäß molekulargenetischen Daten von den übrigen Antilopinae bereits im Mittleren Miozän vor rund 16 bis 17 Millionen Jahren ab. Die Aufspaltung dieser gemeinsamen Linie in die Böckchen und Impalas erfolgte im Übergang zum Oberen Miozän vor etwa 9 Millionen Jahren.
Das Verbreitungsgebiet der Impalas liegt im östlichen und südlichen Afrika. Vor allem im Verlauf des 20. Jahrhunderts galten die Tiere als lediglich zu einer Art gehörig, die unter dem wissenschaftlichen Namen Aepyceros melampus geführt wurde und sich wiederum in mehrere Unterarten aufteilte. Die Populationen des östlichen, südöstlichen und südlichen Afrikas bildeten dabei eine größere Einheit. Sie wurden gemeinhin mit der Schwarzfersenantilope (A. m. melampus) gleichgesetzt, welche aber wiederum mitunter einzelne Subpopulationen beinhaltete (A. m. melampus aus dem südlichen, A. m. johnstoni und A. m. katangae aus dem südöstlichen sowie A. m. suara und A. m. rendilis aus dem östlichen Afrika). Davon abgetrennt stellte die Schwarznasenimpala (A. m. petersi), die endemisch im südwestlichen Teil des Kontinents auftritt, eine eigene taxonomische Einheit dar. Diese wurde von einzelnen Autoren im Verlauf des ersten und zweiten Drittel des 20. Jahrhunderts gelegentlich als eigenständige Art aufgefasst. Henriette Oboussier begründete das Vorgehen Mitte der 1960er Jahre sowohl mit morphologischen Unterschieden als auch mit einem abweichenden Verhalten der Tiere.
Mehrere molekulargenetische Studien aus dem Beginn der 2000er Jahre ergaben dann, dass sich beide Hauptpopulationen der Impalas deutlich voneinander absetzen ließen. So bilden die Impalas des östlichen und südlichen Afrikas eine engere Verwandtschaftsgruppe (Schwarzfersenantilope), die sich von den Tieren des südwestlichen Afrikas (Schwarznasenimpala) unterscheiden. Zudem war im Etosha-Nationalpark in Namibia, wo die Schwarznasenimpala natürlich auftritt, die Schwarzfersenantilope allerdings vom Menschen eingeführt worden war, keine Hybridisierung zwischen den beiden Formen feststellbar. Die genetische Trennung der beiden Gruppen fand auch durch morphologische Analysen Bestätigung. Basierend auf diesen Erkenntnissen spalteten dann Colin P. Groves und Peter Grubb in ihrer Revision der Huftiersystematik aus dem Jahr 2011 die Impalas in zwei Arten auf. In weiteren Untersuchungen konnte auch eine gewisse genetische Distanz innerhalb der ost- und südafrikanischen Schwarzfersenantilopen aufgezeigt werden.
Nach heutiger Auffassung gliedern sich die Tribus und die Gattung folgendermaßen:
- Tribus Aepycerotini Gray, 1872

- Gattung Aepyceros Sundevall, 1847

- Schwarzfersenantilope oder Impala (Aepyceros melampus (Lichtenstein, 1812))
- Schwarznasenimpala (Aepyceros petersi Bocage, 1879)

Neben den beiden rezenten Arten sind zusätzlich einige fossile bekannt:
- Aepyceros afarensis Geraads, Bobe & Reed, 2012
- Aepyceros datoadeni Geraads, Melillo & Haile-Selassie, 2009
- Aepyceros dietrichi Gentry, 2011
- Aepyceros premelampus Harris, 2003
- Aepyceros shungurae Gentry, 1985

Teilweise wird mit Aepyceros helmoedi noch eine Form unterschieden, die 1932 anhand von pleistozänen Funden aus Südafrika beschrieben wurde. Eine noch unbenannte Art mit extrem hochkronigen Zähnen liegt aus der Region des Victoriasees vor.

## Stammesgeschichte
Der Ursprung der Impalas ist bisher ungeklärt. Fossil traten sie erstmals im Übergang vom Oberen Miozän zum Unteren Pliozän vor rund 5 bis 6 Millionen Jahren in Erscheinung. Zu den ältesten Nachweisen gehören Schädelfunde aus Lothagam im westlichen Kenia, die zur Art Aepyceros premelampus gezählt werden. Sie unterscheidet sich von den heutigen Impalas durch einfacher strukturierte Hörner, denen wohl die deutliche Riffelung fehlte. Bereits in das Obere Pliozän datieren einzelne Funde aus der Hadar-Formation in der Afar-Region in Äthiopien. Darunter befinden sich über 30 Hornfragmente einer großen Form mit fast den Ausmaßen der heutigen Schwarzfersenantilope. Die Funde wurden zu Aepyceros afarensis verwiesen. In der gleichen Region, stratigraphisch aber etwas höher gelagert, fand sich Aepyceros datoadeni, eine kleine Form, von der einer der am besten erhaltenen Schädel einer ausgestorbenen Impala vorliegt. Aus der oberpliozänen Fundstelle von Kanapoi in Kenia wurden Hornfragmente und Gebissreste einer Form beschrieben, die eventuell mit Aepyceros afarensis übereinstimmt. Laetoli im nördlichen Tansania wiederum erbrachte eine reichhaltige Kollektion an Impala-Resten bestehend aus Hornresten, Kieferfragmenten und isolierten Zähnen. Sie repräsentieren eine mittelgroße Form, die mit Aepyceros dietrichi benannt wurde. Aepyceros shungurae war ebenfalls ein kleinerer Vertreter und ist unter anderem aus Kobi Fora im nordwestlichen Kenia überliefert. Die Fundstelle gehört dem obersten Pliozän an. Möglicherweise stammen von hier auch erste Nachweise der Schwarzfersenantilope. Da das Fundmaterial aber recht intermediär ist, kann dies noch nicht eindeutig bestätigt werden. Weitere Fossilreste von frühen Vertretern der heutigen Arten liegen aus der Olduvai-Schlucht und aus Peninj im nördlichen Tansania sowie aus Makapansgat in Südafrika vor. Sie lassen sich alle dem Unterpleistozän zuweisen. Im Oberpleistozän trat in der Region um den Victoriasee eine Impala auf, die deutlich hochkronigere Zähne sowie einen massigeren Unterkiefer aufwies und wohl stärker an Grasnahrung angepasst war.

## Forschungsgeschichte

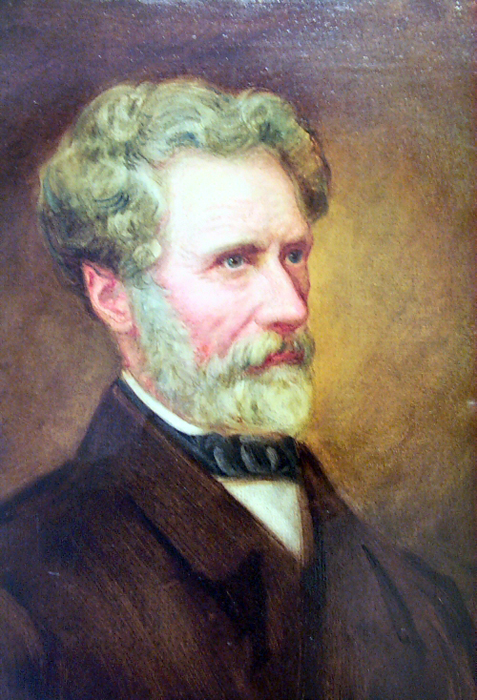
Carl Jakob Sundevall

Die erste wissenschaftliche Erwähnung von Impalas erfolgte im Jahr 1812, als Martin Hinrich Lichtenstein die Schwarzfersenantilope vorstellte. Er hatte die Tiere während seiner Reisen durch das südliche Afrika in den Jahren 1803 bis 1806 in der heutigen südafrikanischen Provinz Nordkap beobachtet. In seiner Erstbeschreibung nutzte Lichtenstein den wissenschaftlichen Namen Antilope melampus. Als „schwarzfüßige Antilope“ machte Johann Christian von Schreber die Art im fünften Teil seines Werkes Die Säugthiere in Abbildungen nach der Natur mit Beschreibungen aus dem Jahr 1836 einem breiteren Publikum bekannt. Den heute gültigen Gattungsnamen Aepyceros führte Carl Jacob Sundevall im Jahr 1845 ein. Sundevall setzte damit die Schwarzfersenantilope von anderen unter der Gattung Antilope geführten Formen ab. Die Bezeichnung ist griechischen Ursprungs und setzt sich aus den Wörtern αἰπύς (aipus) für „hoch“ oder „steil“ und κέρας (kéras) für „Horn“ zusammen. Die zweite, heute anerkannte Art, die Schwarznasenimpala, geht auf José Vicente Barbosa du Bocage zurück. Er definierte sie im Jahr 1879 anhand von zwei Individuen aus dem südwestlichen Angola.
Die genaue systematische Stellung der Impalas innerhalb der Hornträger war lange Zeit in Diskussion. Die Aepycerotini als höhere taxonomische Einheit der Impalas gehen auf John Edward Gray aus dem Jahr 1872 zurück. Gray benutzte dabei aber die Bezeichnung Aepycerotidae, mit der er die Impalas auf Familienebene von anderen Hornträgern unterschied. Gemeinsam mit gut einem Dutzend weiterer Familien stellte er sie in die übergeordnete Gruppe der Cavicornia („Hohlhörner“, eine alte, heute nicht mehr gültige Bezeichnung für die Hornträger). Andere Forscher übernahmen das Gliederungsschema teilweise und variierten es. Zumeist wurden die Hornträger dabei auf den Familienstatus zurückgestuft und die nachfolgenden taxonomischen Gruppen einschließlich Grays Aepycerotidae auf der Ebene der Unterfamilie oder Tribus geführt. Art und Anzahl der innerhalb der Hornträger eingegliederten Untergruppen waren dabei sehr unterschiedlich. Philip Lutley Sclater und Oldfield Thomas definierten in ihrem Book of Antelopes Ende des 19. Jahrhunderts sieben Unterfamilien und reihten die Impalas in die Gruppe der Antilopinae, welche hauptsächlich die Gazellen einschloss. Eine ähnliche Position hatten die Impalas in George Gaylord Simpsons taxonomischen Übersichtswerk aus dem Jahr 1945 inne. Er teilte die Hornträger in fünf Unterfamilien mit 13 Triben auf. Die Impalas verwies Simpson zur Unterfamilie der Antilopinae und innerhalb dieser zu den Antilopini. Dadurch sahen einige der führenden Zoologen der damaligen Zeit die Impalas in einer generellen Verwandtschaft mit anderen Gazellen und Antilopen. Einen weiteren Gliederungsversuch der Hornträger basierend auf skelettanatomischen Merkmalen unternahm Alan W. Gentry im Jahr 1992. Er kam dabei zu einem ähnlichen Schluss wie Simpson, ordnete aber abweichend davon die Impalas den Kuhantilopen zu. Die Ansicht wurde später auch von anderen Forschern geteilt. Erst molekulargenetische Untersuchungsmethoden deckten im Übergang vom 20. zum 21. Jahrhundert auf, dass sich die Hornträger in zwei Hauptlinien aufteilen, die einerseits eine bovine Gruppe (Rinder, Büffel und Waldböcke sowie ihre nähere Verwandtschaft) und andererseits eine nicht-bovine Gruppe (Gazellen, Ducker, Schafe und Ziegen, Ried- und Wasserböcke, Klippspringer, Kuh- und Pferdeantilopen sowie deren nähere Verwandtschaft) umfassen. Beide Linien repräsentieren demnach Unterfamilien (Bovinae und Antilopinae). Die Impalas gehören den genetischen Untersuchungen zufolge zu den Antilopinae und haben innerhalb dieser eine relativ basale Stellung inne. Die zuvor angenommene nähere Verwandtschaft mit den Gazellen oder Kuhantilopen ließ sich dabei nicht bestätigen.
Im Laufe der Forschungsgeschichte waren noch weitere Formen der Impalas beschrieben worden. Oldfield Thomas benannte im Jahr 1892 Aepyceros melampus johnstoni. Der Unterart lagen zwei Schädel aus Zomba in Malawi zugrunde. Von der Schwarzfersenantilope unterschied Thomas die Form durch ihren leichteren Bau mit verhältnismäßig kürzeren Hörnern, deren Ringe auch nicht so markant ausgebildet waren. Eine von Ludwig von Lorenz-Liburnau 1894 als Aepyceros melampus holubi benannte Impala-Form aus der Sambesi-Region gilt dabei als synonym zu A. m. johnstoni. Im gleichen Jahr wie Thomas hatte Paul Matschie Strepsiceros suara definiert, einen Antilopenvertreter, den er nahe bei den Großkudus sah und der sich durch seine fein gestalteten Hörner auszeichnete. Als Verbreitungsgebiet gab Matschie unter anderem den Fluss Ugalla in Tansania an. Nur drei Jahre später verwies Matschie die Art zur Gattung Aepyceros und erkannte die größten Ähnlichkeiten zu Thomas‘ A. m. johnstoni. Von Einar Lönnberg wiederum stammt die Bezeichnung Aepyceros melampus rendilis, die er im Jahr 1912 prägte und deren Belegexemplare er selbst im östlichen Afrika gesammelt hatte. Im Vergleich zu Matschies A. suara hob Lönnberg seine Form als deutlich dunkler und größer hervor. Mit Aepyceros melampus katangae führte Lönnberg zwei Jahre später eine weitere Form aus der Region Katanga im Südosten der heutigen Demokratischen Republik Kongo ein. Diese bezeichnete er als noch kleiner als Thomas‘ südostafrikanische Unterart A. m. johnstoni. Die Gültigkeit der einzelnen Unterarten variierte im Laufe der Zeit. Ebenfalls im Jahr 1914 stellte Richard Lydekker zwei Formengruppen heraus, in die er einerseits die Vertreter mit auffallendem Gesichtsstreifen und andererseits ohne eine solche Markierung gruppierte. Zu ersterer gehört lediglich die Schwarznasenimpala, zu letzterer alle Formen um die Schwarzfersenantilope (nach Lydekker A. m. melampus, A. m. johnstoni, A. m. rendilis, A. m. suara und A. m. katangae).

## Etymologie
Der Name „Impala“ entstammt der Zulu-Sprache, die Betonung erfolgt auf das a in der Mitte (Impala). In seiner Erstbeschreibung der Schwarzfersenantilope gab Lichtenstein P'halla als lokale Bezeichnung der Batswana für die Tiere an. Davon abgeleitete andere Trivialnamen, die in der Vergangenheit verwendet wurden, sind „Pala“ oder „Palla(h)“.

## Gefährdung
Die größten Bedrohungen für den Bestand der Impalas bestehen in der illegalen Jagd und in der Ausweitung landwirtschaftlicher Nutzflächen. Genutzt werden die Tiere vor allem als Nahrungsressource und zur Trophäenjagd. Aufgrund der weiten Verbreitung stuft die IUCN die Gesamtpopulation als „nicht gefährdet“ (least concern) ein. Im Detail sieht die Naturschutzorganisation die Schwarzfersenantilope als ungefährdet, die Schwarznasenimpala hingegen als gefährdet an. Beide Arten sind in Naturschutzgebieten vertreten.